# も
も або モ (/mo/; МФА: [mo] • [mo̜ ̞]; укр. мо) — склад в японській мові, один зі знаків японської силабічної абетки кана. Становить 1 мору. Розміщується у комірці 5-го рядка 7-го стовпчика таблиці ґодзюон.

## Короткі відомості

### Опис
Фонема сучасної японської мови. Складається з одного приголосного звука та одного огубленого голосного заднього ряду високо-середнього піднесення /o/ (お).
| Губно-губний носовий: |  | /m/ → | も | [mo] |  |

### Порядок
Місце у системах порядку запису кани:
- Порядок ґодзюону: 35.
- Порядок іроха: 45. Між ひ і せ.

### Абетки
- Хіраґана: も

Походить від скорописного написання ієрогліфа 毛 (мо, шерсть).
- Катакана: モ

Походить від скорописного написання нижньої частини ієрогліфа 毛 (мо, шерсть).
- Манйоґана: 毛 • 畝 • 蒙 • 木 • 問 • 聞 • 方 • 面 • 忘 • 母 • 文 • 茂 • 記 • 勿 • 物 • 望 • 門 • 喪 • 裳 • 藻

### Транслітерації
- Кирилиця:
Система Поліванова: МО (мо).
Альтернативні системи: МО (мо).
- Латинка
Система Хепберна: MO (mo).
Японська система: MO (mo).
JIS X 4063: mo
Айнська система: MO (mo).

### Інші системи передачі
- Шрифт Брайля:
| －● ●● |
- Радіоабетка: МОмідзі но МО (もみじのモ; «мо» пожовклого листя)
- Абетка Морзе: －・・－・